# Friedrich Albert Lange
Friedrich Albert Lange, nemški filozof, pedagog, politični aktivist in publicist, Wald, Solingen, Severno Porenje - Vestfalija, Nemčija, * 28. september 1828, † 23. november 1875, Marburg, Hessen, Nemčija.
Študiral je po različnih Nemških krajih. V Švici je bil od leta 1870 profesor filozofije, 1872 pa se je vrnil v Nemčijo in nadaljeval s poklicom profesorja v kraju Marburg. Kritiziral je filozofski materializem kar je napisal v delu »Zgodovina materializma in kritika njegovega pomena v sodobnosti« (Geschichte des Materialismus und Kritik seiner Bedeutung in der Gegenwart, 1866). Med drugim je pisal tudi politične razprave na primer  »Delavsko vprašanje« (Die Arbeiterfage, 1865).
1. ↑  data.bnf.fr: platforma za odprte podatke — 2011.
2. ↑  Encyclopædia Britannica
3. ↑  Internet Philosophy Ontology project
4. ↑  Store norske leksikon — 1978. — ISSN 2464-1480
5. ↑  Педагоги и психологи мира — 2012.